# جوهان موهیکا
جوهان آندرس موهیکا پالاسیو (اسپانیایی: Johan Andrés Mojica Palacio‎؛ زادهٔ ۲۱ اوت ۱۹۹۲) بازیکن فوتبال اهل کلمبیا است.

## باشگاهی
از باشگاه‌هایی که در آن بازی کرده‌است می‌توان به دیپورتیوو کالی، رایو وایکانو، رئال وایادولید و ژیرونا اشاره کرد.

## تیم ملی
وی همچنین در تیم ملی فوتبال کلمبیا بازی کرده‌است.